# Segismundo Casado
Segismundo Casado López (Segovia, 6 ottobre 1893 – Madrid, 18 dicembre 1968) è stato un militare spagnolo.

## Biografia
Militare di carriera, aderì alla  Seconda Repubblica spagnola durante la guerra civile. A Madrid tra il 4 e il 13 marzo 1939 assunse ad interim la Presidenza del Consiglio di Difesa Nazionale mediante un Colpo di Stato contro la presidenza del consiglio del socialista Juan Negrín, in funzione fondamentalmente anti-comunista, cercando invano di trattare una resa 'separata' con il Gen. Francisco Franco che stava ormai vincendo la guerra, ma che trovava ancora un'ostinata resistenza nelle formazioni dell'esercito lealista controllate dal Partito Comunista.
"A motivare l'iniziativa di Casado, che era un abile soldato e un uomo privo di ambizioni personali, era il disgusto: Juan Negrín e i comunisti parlavano di lottare fino all'ultimo e intanto si davano da fare per esportare capitali e preparare gli aerei per la fuga."
Franco fece cenno di accettare la proposta Casado ed in una decina di giorni di scontri, il Col. Casado riuscì a far cessare la resistenza repubblicana fucilando molti ufficiali decisi a non arrendersi al franchismo.
Una volta ottenuta la capitolazione di Madrid, Franco fece comunque esiliare lo stesso Casado e complici, procedendo liberamente alla rappresaglia degli ultimi resistenti e dei comunisti. Tornò comunque in Spagna anni dopo.
Fece parte della Massoneria spagnola.